# Linia kolejowa nr 931
Linia kolejowa 931 – jednotorowa, niezelektryfikowana linia kolejowa znaczenia miejscowego, łącząca stację Hrubieszów Miasto z ogólnodostępną bocznicą szlakową Hrubieszów Towarowy.